# D-Frosted
D-Frosted è un album dal vivo della rock band svizzera Gotthard, pubblicato nel settembre del 1997 dalla BMG/Ariola. È stato registrato dal vivo in Piazza Grande, a Locarno, il 1º agosto dello stesso anno.
L'album raccoglie una serie di successi del gruppo registrati dal vivo in chiave acustica, con l'aggiunta di quattro brani inediti composti con la collaborazione del chitarrista italiano Vic Vergeat. Sono stati estratti i due singoli Love Soul Matter e Someday, mentre sono stati pubblicati i video musicali della stessa Love Soul Matter e di Hurry (entrambi registrati durante il concerto di Locarno).
Per via della sua dimensione acustica e più leggera, è stato l'album che ha consacrato il successo dei Gotthard con il grande pubblico. È infatti arrivato in poco tempo a essere certificato doppio disco di platino per le vendite nel 1997. Il 9 novembre 2011 è stato comunicato che è diventato triplo disco di platino.
Il monte raffigurato sulla copertina dell'album è il Cervino.

## Tracce
Testi e musiche di Steve Lee, Leo Leoni e Chris von Rohr, eccetto dove indicato..
1. Sister Moon – 4:35
2. Out On My Own – 5:10 (Lee, Leoni, von Rohr, Vic Vergeat) – Inedito
3. Father Is That Enough? – 3:45
4. Let It Be – 4:57
5. Hurry – 3:46 (Lee, Leoni, von Rohr, Vergeat) – Inedito
6. Hole in One – 4:04
7. Angel – 5:09 (Lee, Leoni, Marc Lynn)
8. Love Soul Matter – 3:53 (Lee, Leoni, von Rohr, Vergeat) – Inedito
9. Sweet Little R' R' – 5:04 (von Rohr, Maurer)
10. Hush – 5:25 (Joe South)
11. Someday – 3:28 (Lee, Leoni, von Rohr, Vergeat) – Inedito
12. One Life, One Soul – 4:19
13. Get Down – 1:59 (von Rohr, Maurer)
14. Mountain Mama – 3:45
15. I'm On My Way – 7:40

Durata totale: 66:59
Traccia bonus della versione asiatica
1. Mighty Quinn – 5:11 (Bob Dylan)

## Formazione
- Steve Lee – voce, armonica
- Leo Leoni – chitarre e cori
- Marc Lynn –  basso e cori
- Hena Habegger –  batteria

### Altri musicisti
- H. P. Bruggermann – tastiere
- Andy Pupato – percussioni
- Vic Vergeat – chitarre e cori
- Mandy Meyer – chitarre
- Ragazzi di Lamone – coro in Love Soul Matter

## Classifiche

### Classifiche settimanali
| Classifica (1997) | Posizione massima |
| ----------------- | ----------------- |
| Germania          | 71                |
| Svizzera          | 1                 |

### Classifiche di fine anno
| Classifica (1997) | Posizione |
| ----------------- | --------- |
| Svizzera          | 39        |
| Classifica (1998) | Posizione |
| Svizzera          | 37        |